# فرشته‌ماهی نقاب‌دار
فرشته‌ماهی نقاب‌دار (نام علمی: Genicanthus personatus) نام یک گونه از سرده فرشته‌ماهی‌های چنگی است.